# Pieter van der Borcht
Pour les articles homonymes, voir Van der Borcht.
Pieter van der Borcht (Malines, 1545 - Anvers, 1608) est un peintre, dessinateur et graveur de la Renaissance flamande. Considéré comme l'un des plus doués illustrateurs botaniques du XVIe siècle, il a également introduit de nouveaux thèmes tels que la « scène de singe » (également appelée « singerie »).

## Biographie
Pieter van der Borcht est né à Malines en 1545. Il semblerait que Pieter van der Borcht soit le fils de Jacques van der Borcht, un artiste considéré en 1562 comme le doyen de la guilde malinoise de Saint-Luc.
Actif à Malines à partir de 1559, Pieter van der Borcht est enregistré en 1564 comme y travaillant pour Christophe Plantin, qui tient une célèbre entreprise d'impression et d'édition de livres à Anvers. Il a fourni à Plantin les dessins des gravures de nombreuses publications scientifiques, telles que les œuvres de Rembert Dodoens, Charles de L'Écluse et Mathias de l'Obel.

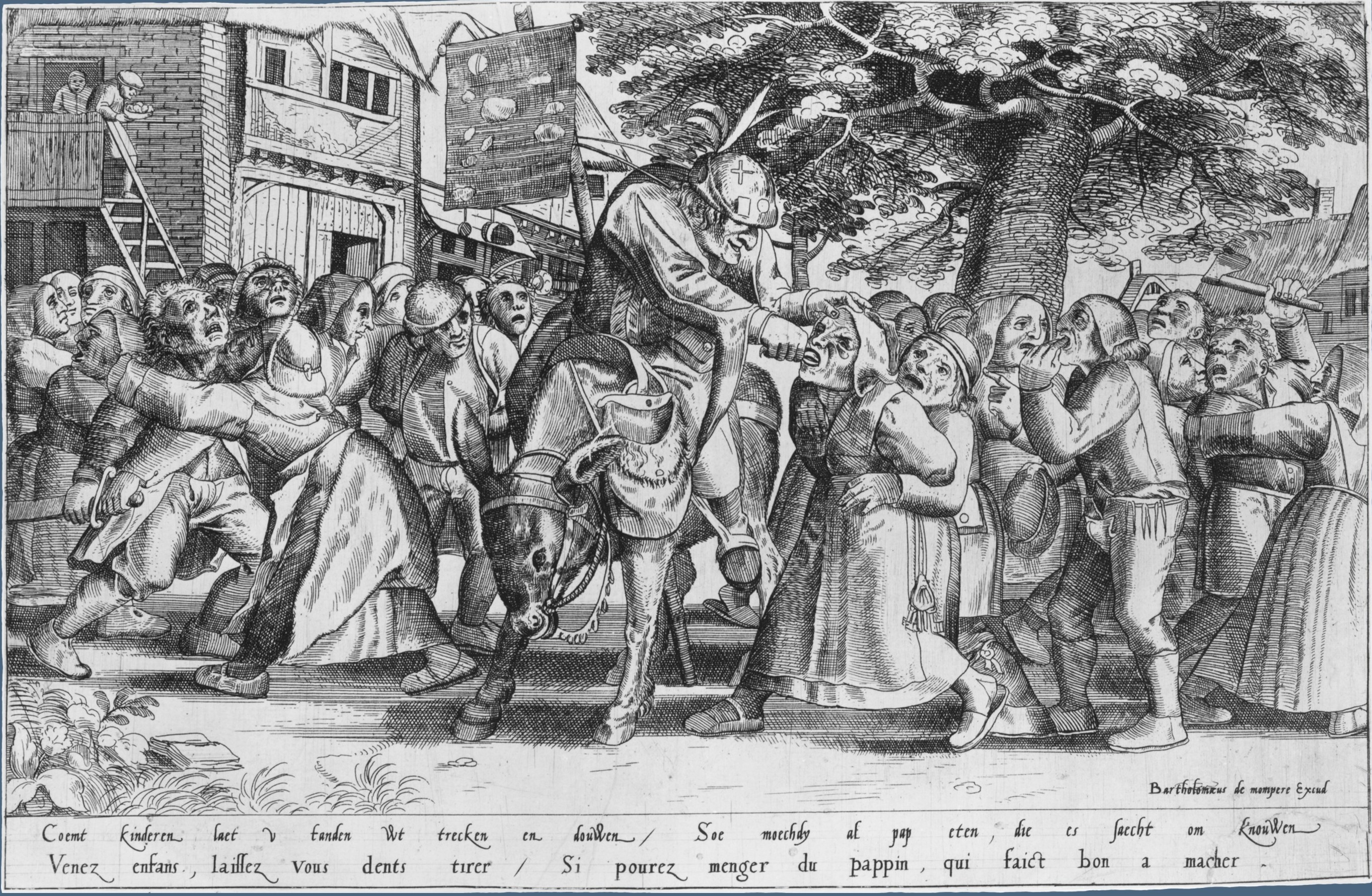
L'extracteur de dents, eau-forte, n. d., Metropolitan Museum of Art.

Pendant que Van der Borcht vit à Malines en 1572, la ville, qui s'était soulevée contre l'occupant espagnol, est reprise et saccagée pendant trois jours par les troupes espagnoles sous les ordres du duc d'Albe. Van der Borcht et sa famille parviennent à s'enfuir à Anvers début octobre 1572,, où Plantin leur offre le logis dans sa propre maison. Une lettre de Plantin atteste du fait que le départ de Malines de la famille van der Borcht a dû être très brutal, car à leur arrivée à Anvers, leurs deux parents étaient malades et leurs enfants nus[réf. souhaitée].
Van der Borcht s'installe définitivement à Anvers, où il devient assistant à plein temps de Plantin. Il a illustré de nombreux livres liturgiques publiés par Plantin, principalement pour le marché espagnol. Il serait devenu membre de la Guilde de Saint-Luc d'Anvers en 1580, dont il aurait été le doyen de 1589 à 1593,, mais certains historiens de l'art ont mis en doute le fait que le « Pieter Verborcht, peintre » qui était devenu maître de la Guilde de Saint-Luc en Anvers en 1580 et en fut le doyen en 1591 et 1592 était le même que Pieter van der Borcht, puisqu'il était peu probable qu'un non-citoyen soit autorisé à occuper ce poste dans la Guilde à cette époque.
Pieter a eu un fils également appelé Pieter van der Borcht, qui est lui aussi devenu artiste. On ignore s'il est l'un des peintres actifs sous ce nom à Bruxelles.

## Œuvre

### Illustrations pour Plantin

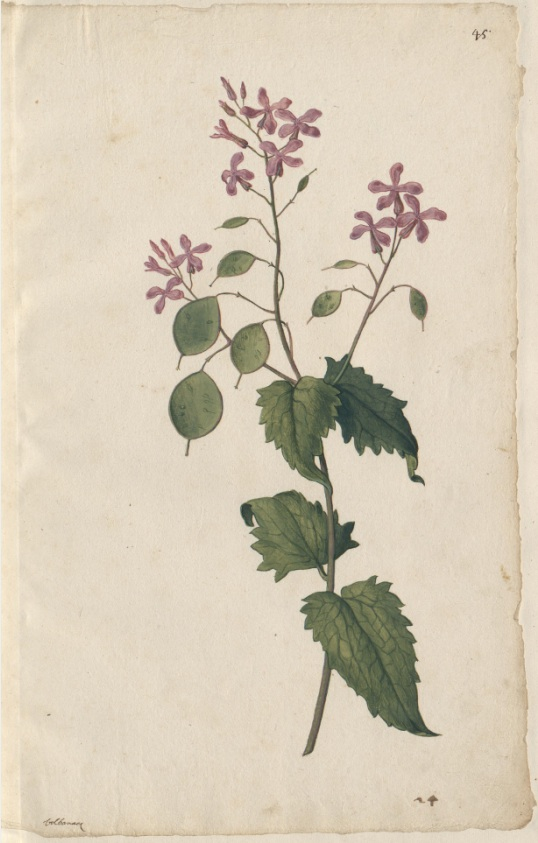
Dessin d'une fleur dans le Libri picturati, n. d., bibliothèque Jagellonne.

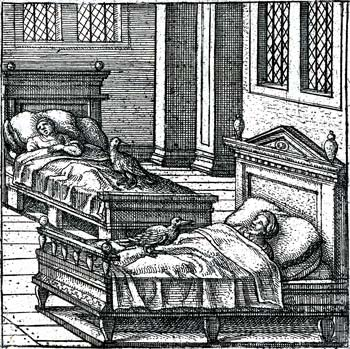
Caladrius au chevet des malades, 1588, illustration d'un ouvrage présumé grec.

Les sujets de son travail sont des scènes de genre, historiques et religieux. Il existe un débat pour savoir si les œuvres exécutées sous le nom de Pieter van der Borcht ont été réalisées par un seul artiste ou par plusieurs artistes du même nom. Les œuvres attribuées comprennent un grand nombre de dessins, eaux-fortes et gravures sur bois qui ont principalement servi à illustrer des livres. Les thèmes de ces œuvres comprennent des sujets bibliques et mythologiques, des scènes de genre, des images illustrant les mois et des illustrations botaniques. Ainsi, soit l’artiste était extrêmement productif et polyvalent, soit entre deux et quatre artistes actifs pendant la même période ont coopéré avec lui dans cette production.
La première œuvre d'art attribuée à Pieter van der Borcht a été publiée en 1552 par Jacob van Liesvelt dans un livre de Frans Vervoort intitulé Dat vyants net, der booser wercken raet, visioenen ende met alder sijnder verholender stricken. Le livre contient 17 illustrations provenant de gravures sur bois. La dernière illustration est une image de la Vierge Marie portant le symbole de la ville de Malines et portant la signature « Fecit Petrus van der Boercht 1552 ».
En 1564, Pieter van der Borcht produit les dessins mais pas les gravures sur bois pour un livre d'emblèmes (l'Emblemata de Sambucus) pour Plantin. Cette initiative a été suivie en 1565 d'une commission chargée de réaliser 60 dessins de plantes pour un herbier écrit par Rembert Dodoens, le Frumentorum, leguminum, palustrium et aquatilium herbarum historia. L'auteur et l'éditeur sont très satisfaits de la qualité des dessins de van der Borcht et il devient l'illustrateur habituel des nombreux livres de botanique de Plantin. Van der Borcht fait des dessins pour l’Rariorum aliquot stirpium per Hispanias observatarum historia de Clusius (1567) — l'un des plus anciens livres sur la flore espagnole — qui ont été coupés par Gerard van Kampen. Les originaux de ces dessins sont contenus dans la Libri picturati A. 16-31, conservé dans la bibliothèque Jagellonne de l'université Jagellonne de Cracovie (à l'origine dans l'ancienne Preussischer Staatsbibliothek de Berlin). Les 1 400 dessins sont de très haute qualité,.
Van der Borcht a réalisé plus de 3 180 aquarelles botaniques pour Plantin. Ces dessins ont servi de base aux gravures sur bois réalisées par trois des graveurs sur bois ordinaires de Plantin, nommés Arnold Nicolaï, puis Gérard van Kampen et Cornelis Muller.

#### Sélection de livres illustrés par Pieter van der Borcht
Sélection des nombreux livres illustrés par Pieter van der Borcht pour Plantin et d'autres éditeurs tels que Jan Moretus :
- Cruydeboek, de Rembert Dodoens, 1563.
- Emblemata cum aliquot nummis antiqui operis, de Johannes Sambucus, 1564.
- Aromatum et simplicium aliquote medicamentorum apud Indos cascentium Historia, de García ab Horto, 1567.
- Centum Fabulae ex antiquis auctoribus delectae, 1567.
- Horae Beatissimae Virginis Mariae, 1570.
- Humanae Salutis Monumenta, d'Arius Montanus, 1571.
- Missale Romanum ex decreto sacrosacti Concilii Tridentini restitutum, 1572.
- Officium B. Mariae Virginis, 1573.
- Missale Romanum, 1574.
- Breviarium, 1575.
- Rariorum aliquote stirpium selon Hispanias observatarum historia, 1576 (Moretus).
- Evangeliorum Domincalium Summaria, 1580.
- Imagines et Figurae Bibliorum, 1581 (Moretus).
- Bedieninghe der Anatomien, David van Mauden, 1583.
- Biblia Sacra, 1583.
- Métamorphoses Argumenta, P. Ovidii N, 1596 (Moretus).
- Plusieurs autres ouvrages liturgiques publiés par Plantin ou Jan Moretus, jusqu'en 1598[4]

### Autres sujets

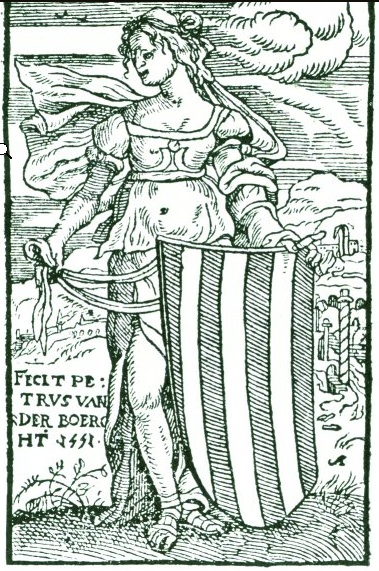
La marque de l’imprimeur Dat Vyants net der booser wercken, 1552, Archives de l'État à Malines.

Pieter van der Borcht a commencé plus tard à graver son propre travail. Il est l'un des premiers à travailler sur le nouveau support de gravure sur cuivre et de gravure à l'eau-forte qui intervient après 1564. Ce support remplace finalement les gravures sur bois dans la plupart des publications de Plantin. Pieter van der Borcht a également conçu plusieurs marques d'imprimeur officielles de Plantin.
Il aurait été responsable de nombreuses gravures de mariages de paysans, de foires agricoles et de fêtes d'après les travaux de peintres flamands contemporains tels que Pieter Brueghel l'Ancien, ainsi que des sujets mythologiques et historiques.
Une peinture de paysage attribuée à Pieter van der Borcht intitulée Le repos lors de la fuite en Égypte fait partie de la collection des musées et galeries d'art de Brighton et de Hove au Royaume-Uni.

### Les singeries

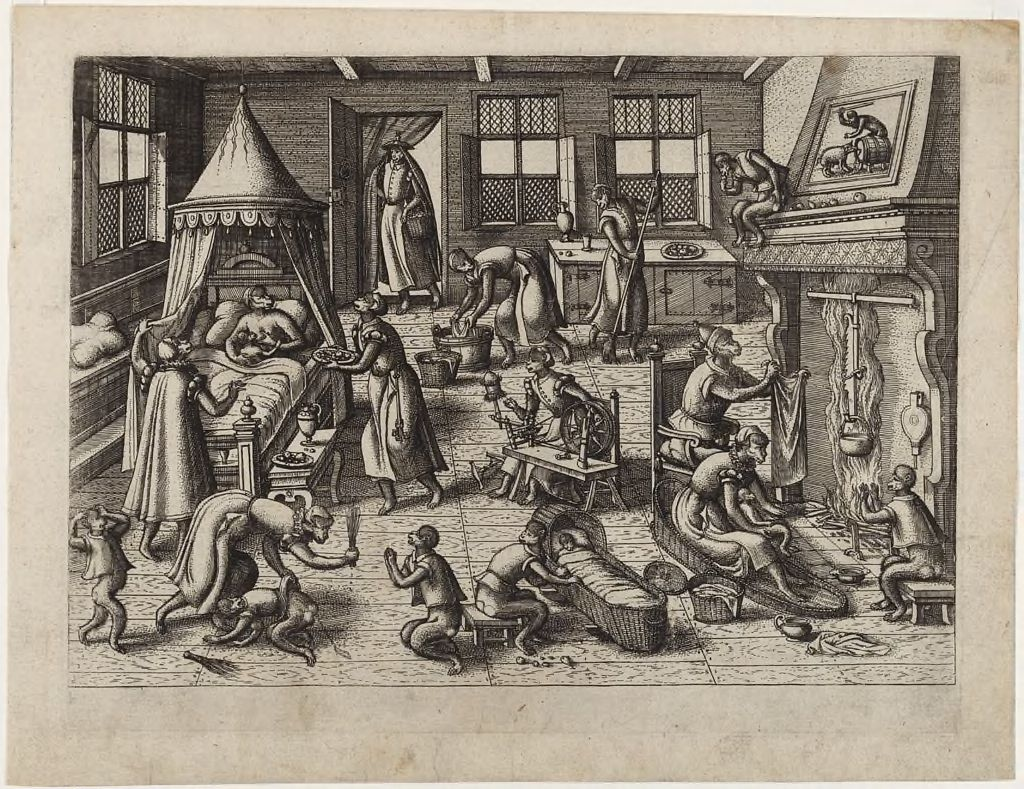
Un exemple de singerie : La Crèche, c. 1585, musées d'art de Harvard.

Pieter van der Borcht a contribué à la diffusion du genre de la « scène de singe » également appelée « singerie » (un mot qui signifie « grimace, comportement ou astuce comique »). Les scènes comiques avec des singes vêtus d'une tenue humaine et d'un environnement humain sont un genre pictural initié dans l'art flamand au XVIe siècle et développé par la suite au XVIIe siècle. Vers 1575, Pieter van der Borcht introduit la singerie en tant que thème indépendant dans une série de gravures fortement ancrées dans la tradition artistique de Pieter Bruegel l'Ancien. Ces gravures ont été largement diffusées et le thème a ensuite été repris par d'autres artistes flamands, en particulier par des artistes anversois tels que Frans Francken II, Jan Brueghel l'Ancien et le Jeune, Sébastien Vrancx et Jan van Kessel. David Teniers le Jeune devient le principal pratiquant du genre et le développe plus avant avec son frère cadet Abraham Teniers. Plus tard au XVIIe siècle, Nicolaes van Verendael a également commencé à peindre ces « scènes de singe ». Certains historiens se demandent si le Pieter van der Borcht qui a été responsable de ce travail et bien le même que le sujet de cet article.